# 廣島岩國道路
廣島岩國道路（日语：／ Hiroshima iwakuni dōro */?）是從日本廣島縣廿日市市至大竹市的國道2號繞道。由西日本高速公路（NEXCO西日本）以一般收費道路方式管理。
根據高速公路編號的路線編號與山陽自動車道、小郡道路、山口宇部道路（嘉川IC - 宇部JCT間）一同編為「E2」。

## 概要
廣島岩國道路是為了紓緩國道2號交通所建設的一般收費道路。
廿日市系統交流道 - 大竹系統交流道區間與山陽道本線連通，可視為山陽道的一部分。根據法院裁定，山陽道需在此區間另外建設道路，但由於山陽道的建設計畫遭到地方居民反對，至今仍未有具體的建設規劃。本道路的規格屬第1種第3級，最高速度為80km/h。另外，本區間也是亞洲公路1號線「AH1」的一部分。
廿日市交流道 - 廿日市系統交流道區間則可視為連結山陽道與國道2號（西廣島繞道）的支線。
日本道路公團最初規劃的「廣島岩國道路」是從廣島縣廿日市市至山口縣岩國市。1990年開通廿日市市至大竹市後，1994年新規畫大竹市至岩國市的地域高規格道路岩国大竹道路，2000年廣島岩國道路的大竹市以西區間正式廢除。原先廣島岩國道路的大竹市-岩國市區間是規劃在瀨戶內海側，規劃岩國大竹道路時則改走內陸，連通國道188號岩國南繞道。
未來將與廣島南道路連通，可前往廣島市中心。

### 路線資料
- 起点 : 廣島縣廿日市市地御前
- 終点 : 廣島縣大竹市御園
- 全長 : 16.2 公里
- 規格: 第1種第3級
- 設計速度 : 80 km/h
- 車道 : 4車道
- 通行費徵收期限 : 2060年6月22日[4]（当初設定為2019年4月25日停止徵收，但因為道路公團民營化的過程中被納入全國路線網而延期至2050年8月。為了提供更新事業的財源而延期[5]）

## 歷史
- 1987年（昭和62年）
  - 2月26日：廿日市交流道 - 廿日市系統交流道啟用。
  - 12月10日：廿日市系統交流道 - 大野交流道啟用。
- 1988年（昭和63年）3月29日：大竹交流道 - 大竹系統交流道啟用。
- 1990年（平成2年）11月27日：大野交流道 - 大竹交流道啟用，全線啟用。

## 交流道
- 全線位於廣島縣內。
- 未開通路段的名稱為臨時名稱。
- 巴士站（BS），○為使用中，◆為停用中設施。無標示者為沒有巴士站。

| IC編號                                 | 設施名    | 接續路線名                     | 起點起計 （公里） | 神戶起計 （公里） | BS | 備註 | 所在地   |
| -------------------------------------- | --------- | ------------------------------ | ----------------- | ----------------- | -- | ---- | -------- |
| 廣島南道路（計劃路線）                 |           |                                |                   |                   |    |      |          |
| 32-1                                   | 廿日市IC  | 國道2號（西廣島繞道）          | 0.0               | 312.9             |    |      | 廿日市市 |
| 32                                     | 廿日市JCT | E2 山陽自動車道 廣島、岡山方向 | 2.5               | 310.4             |    |      | 廿日市市 |
| 32-2                                   | 大野IC    | 廣島縣道289號栗谷大野線        | 7.2               | 315.1             | ◆  |      | 廿日市市 |
| 32-3                                   | 大竹IC    | 國道2號（現道）                | 15.5              | 323.4             |    |      | 大竹市   |
| 〈33〉                                 | 大竹JCT   | 岩國大竹道路（興建中）         | 16.2              | 324.1             |    |      | 大竹市   |
| E2 山陽自動車道 周南、山口、北九州方向 |           |                                |                   |                   |    |      |          |

- IC編號和距離標（日语：キロポスト）與山陽自動車道連續。
- 廣島岩國道路並未設置服務區、停車區，山陽自動車道從岡山方向起的宮島SA至九州方向的玖珂PA為止皆無休憩設施。

## 路線狀況

### 車道與速限
| 区間                              | 車道 上下線=上行線+下行線 | 速限    |
| --------------------------------- | ------------------------- | ------- |
| 廿日市交流道 - 廿日市系統交流道   | 4=2+2                     | 60 km/h |
| 廿日市系統交流道 - 大竹系統交流道 | 4=2+2                     | 80 km/h |

### 隧道數目
| 区間                        | 上行線 | 下行線 |
| --------------------------- | ------ | ------ |
| 廿日市交流道 - 大野交流道   | 0      | 0      |
| 大野交流道 - 大竹交流道     | 2      | 2      |
| 大竹交流道 - 大竹系統交流道 | 0      | 0      |

## 收費
廣島岩國道路的收費方式與高速自動車國道不同，將車種分為普通車、大型車與特大車三類。高速自動車國道的輕自動車等與中型車列為普通車。
普通車的費率為34日圓/km或43日圓/km，比高速自動車國道普通區間（24.6日圓/km）為高，但從2014年4月起，暫定十年內提供ETC車輛享有與普通區間同等的費率。因此，非ETC車的全線普通車費用為770日圓，ETC車為430日圓。
若是從山陽自動車道通過廿日市系統交流道 - 大竹系統交流道區間，則先計算前後高速自動車國道的距離費用，再加算廣島岩國道路的費用。

### 特別區間折扣
2014年3月以前，廣島岩國道路依高速道路利便增進事業提供收費折扣。
2009年5月13日至2011年7月31日
ETC車且未適用時間段折扣時，享有七折優惠。因此利用全線時的普通車收費從原價750日圓下降至550日圓（以50日圓為單位，採24捨25入）。
2011年8月1日至2014年3月31日
無論有無ETC，全部降至與普通區間同等費率，詳細內容如下表。ETC車可另享有時間段折扣。
| 區間                              | 普通車            | 大型車              | 特大車                |
| --------------------------------- | ----------------- | ------------------- | --------------------- |
| 廿日市交流道 - 廿日市系統交流道   | (100日圓) 50日圓  | (150日圓) 100日圓   | (350日圓) 200日圓     |
| 廿日市交流道 - 大野交流道         | (350日圓) 250日圓 | (500日圓) 350日圓   | (1,200日圓) 700日圓   |
| 廿日市交流道 - 大竹交流道         | (700日圓) 500日圓 | (1,000日圓) 700日圓 | (2,400日圓) 1,300日圓 |
| 廿日市交流道 - 大竹系統交流道     | (750日圓) 450日圓 | (1,100日圓) 700日圓 | (2,600日圓) 1,200日圓 |
| 廿日市系統交流道 - 大野交流道     | (350日圓) 100日圓 | (500日圓) 200日圓   | (1,200日圓) 350日圓   |
| 廿日市系統交流道 - 大竹交流道     | (700日圓) 350日圓 | (1,000日圓) 550日圓 | (2,400日圓) 900日圓   |
| 廿日市系統交流道 - 大竹系統交流道 | (750日圓) 350日圓 | (1,100日圓) 600日圓 | (2,600日圓) 950日圓   |
| 大野交流道 - 大竹交流道           | (350日圓) 250日圓 | (500日圓) 350日圓   | (1,200日圓) 750日圓   |
| 大野交流道 - 大竹系統交流道       | (400日圓) 250日圓 | (600日圓) 400日圓   | (1,400日圓) 650日圓   |
| 大竹交流道 - 大竹系統交流道       | (50日圓) 50日圓   | (100日圓) 50日圓    | (200日圓) 50日圓      |

### ETC時間段折扣
由於是一般收費道路，最初並未有時間段折扣，直至2006年4月1日起與山陽自動車道導入相同折扣（深夜折扣、通勤折扣）。另也享有緊急綜合對策、生活對策的時間段折扣（深夜折扣擴充、平日夜間折扣、假日白天折扣/假日特別折扣）。2014年4月起實施深夜折扣與假日折扣。現在也是通勤折扣後繼的平日早晚折扣實施對象。
普通車中屬於高速自動車國道（5區分）中型車的車輛不能享有休日白天折扣、假日特別折扣、假日折扣。

## 相關項目
- 中国地方道路列表
- 西日本高速公路
- 國道2號
  - 山陽道
  - 宮島街道（日语：宮島街道）

## 外部連結
- 西日本高速道路株式会社 （页面存档备份，存于）